# Ziegelhüttener Forst
Ziegelhüttener Forst ist ein Waldgebiet und eine Gemarkung. Sie liegt im Gemeindegebiet von Kulmbach im Landkreis Kulmbach (Oberfranken, Bayern). Die Gemarkung hat eine Fläche von 5,261 km² und ist in 36 Flurstücke aufgeteilt, die eine durchschnittliche Flurstücksfläche von 146.147,40 m² haben. Der Flugplatz Kulmbach liegt teilweise in der Gemarkung. Benachbarte Gemarkungen sind Höferänger und Oberdornlach im Westen, Lösau im Norden, Lehenthal im Osten und Blaich und Metzdorf im Süden.